# The Big Sky (singolo)
The Big Sky è il quarto singolo della cantante inglese Kate Bush tratto dall'album del 1985 Hounds of Love.

## Il brano
La canzone accenna al ricordo dei semplici piaceri che si hanno da bambini e che gli adulti non si godono più, come per esempio il passare un pomeriggio osservando il cielo, e le forme che prendono le nuvole.

## Versioni
- 1986 – Kate Bush, The Big Sky (Special Single Mix), 45gg, EMI EMI – KB4, Regno Unito, prodotto da Kate Bush[1]. Questa versione contiene i brani seguenti:

1. "The Big Sky (Special Single Mix)" – 4:34
2. "Not This Time" – 3:36

In questa versione The Big Sky compare con una parte iniziale alternativa. La stessa versione è stata ripubblicata come lato B del singolo del 1994 "The Red Shoes".
- 1986 – Kate Bush, The Big Sky (Meteorological Mix), 45gg, EMI EMI 20 1209 6, Regno Unito, prodotto da Kate Bush[2]. Questa versione contiene i brani seguenti:

1. "The Big Sky (Meteorological Mix)" – 7:44
2. "Not This Time" – 3:36
3. "The Morning Fog" – 2:23

In questo singolo The Big Sky compare in versione estesa. Inoltre, è presente un secondo brano sul lato B, "The Morning Fog," tratto dall'album Hounds of Love.